# Qagoi Co
Qagoi Co (kinesiska: Qiagui Cuo, 恰规错) är en sjö i Kina. Den ligger i den autonoma regionen Tibet, i den sydvästra delen av landet, omkring 370 kilometer nordväst om regionhuvudstaden Lhasa. Qagoi Co ligger 4 592 meter över havet. Trakten runt Qagoi Co består i huvudsak av gräsmarker.
Genomsnittlig årsnederbörd är 456 millimeter. Den regnigaste månaden är juli, med i genomsnitt 143 mm nederbörd, och den torraste är november, med 4 mm nederbörd.